# Piz Campagnung
Piz Campagnung är en bergstopp i Schweiz.   Den ligger i regionen Albula och kantonen Graubünden, i den östra delen av landet, 180 km öster om huvudstaden Bern. Toppen på Piz Campagnung är 2 826 meter över havet, eller 43 meter över den omgivande terrängen. Bredden vid basen är 0,11 km.
Terrängen runt Piz Campagnung är bergig åt sydväst, men åt nordost är den kuperad. Närmaste större samhälle är St. Moritz, 11,1 km öster om Piz Campagnung. 
Trakten runt Piz Campagnung består i huvudsak av gräsmarker. Runt Piz Campagnung är det glesbefolkat, med 14 invånare per kvadratkilometer.